# Your Turn
Your Turn ist das zweite Studioalbum der Band Marc Ribot’s Ceramic Dog. Es wurde 2013 bei Northern Spy veröffentlicht.

## Entstehung und Stil
Your Turn erschien 5 Jahre nach der Veröffentlichung des Debütalbums von Ceramic Dog, Party Intellectuals. Im Vergleich mit dem Vorgänger enthält Your Turn wesentlich mehr Gesang, die Songs sind kürzer. Laut Marc Ribot ist das Album entstanden, weil „die Band Spaß haben wollte“.
Die Songs auf dem Album sind sehr vielfältig – von instrumentellen Free-Jazz-inspirierten Your Turn oder Prayer, über eine Interpretation des Jazzstandards Take 5 (ursprünglich von Dave Brubeck Quartet), das an die Beastie Boys erinnernde We Are the Professionals bis hin zu den Protest Songs Bread and Roses (basierend auf einem feministischen Gedicht von 1911, später ein Lied der Arbeiterbewegung) und Masters of the Internet.

## Beteiligte Musiker
- Marc Ribot – Gitarren, Gesang, Althorn (3, 5, 11, 12), Banjo (3), Trompete (3, 12), Melodika (5), E-Bass (5)
- Ches Smith – Schlagzeug, Perkussion, electronics, Gesang, Tasteninstrumente (13)
- Shahzad Ismaily – E-Bass, Gesang, Moog (5), Tasteninstrumente (3, 13), Gitarre (1), Sampling (3)

Gäste
- Eszter Bálint – Gesang (1, 6, 10), Melodika (9), Orgel (10), Geige (13)
- Keefus Ciancia – Sampling (3, 7, 8, 12)
- Dan Willis – Oboe, Zurna (3)
- Arto Lindsay – Gitarre (10)

## Titelliste
1. Lies My Body Told Me (Marc Ribot) 5:30
2. Your Turn (Ribot/Shahzad Ismaily/Ches Smith) 3:58
3. Masters of the Internet (Ribot) 4:04
4. Ritual Slaughter (Ribot/Ismaily/Smith) 4:04
5. Avanti Popolo (traditionell) 0:57
6. Ain’t Gonna Let Them Turn Us Round (Ribot) 3:53
7. Bread and Roses (James Oppenheim) 5:17
8. Prayer (Ribot) 5:39
9. Mr. Pants Goes to Hollywood (Ribot) 4:31
10. The Kid Is Back! (Ribot) 3:06
11. Take 5 (Paul Desmond) 5:25
12. We Are the Professionals (Ribot/Ismaily/Smith) 3:53
13. Special Snowflake (Smith) 1:39

## Rezeption
Auf Allmusic wurde das Album mit 4,5 von 5 möglichen Sternen bewertet. Die Rezension wurde mit der Feststellung beendet:

„The whole album is a blast. Ribot’s vocals have never been anything to write home about, but they suit this material perfectly. Instrumentally, this band can do nearly anything. Party Intellectuals may have set the bar high, but Your Turn is definitely a worthy follow-up.“

„Das ganze Album ist explosiv. Ribots Gesang war noch nie etwas, worüber es zu schreiben gelohnt hätte, aber er passt perfekt zu diesem Material. Was die Instrumente angeht, kann die Band praktisch alles. Party Intellectuals hat die Latte hoch aufgehängt, aber Your Turn ist auf jeden Fall ein würdiger Nachfolger.“

In einer Rezension in der New York Times wurde festgestellt, dass manche der instrumentellen Lieder Gesang gut vertragen hätten, während manche der bitteren Vokal-Songs ohne Gesang besser wären. Das Album sei eine wilde Mischung aus Reggae, No Wave, Post-Punk, Psychedelie à la Band of Gypsys und 1940er Swing, die Interpretation von Take Five sei großartig.

„It’s a cranky record that gets exciting entirely on its own schedule. It doesn’t trust you and may want to bite you.“

„Es ist ein exzentrisches Album, das auf seine eigene Art und Weise aufregend ist. Es vertraut einem nicht und könnte beißen.“

Laut All About Jazz sei das Album konsistenter als der Vorgänger Party Intellectuals, der Autor der Rezension bemängelte aber die Qualität der Texte und des Gesangs von Ribot. So seien die instrumentellen Songs die besten, z. B. Take Five. Der Rezensent konstatierte, dass entgegen der Botschaft von Masters of the Internet es sich bei Your Turn anbiete, nur einzelne Lieder (digital) herauszunehmen. Entsprechend wurde es mit nur 3,5 Sternen bewertet.
Auch der bekannte Musikjournalist Robert Christgau attestierte dem Album mehr Eingängigkeit im Vergleich zum Vorgänger und hob insbesondere Take Five und Masters of the Internet hervor.
Auf dem Free Jazz Blog wurde das Album mit den maximal möglichen 5 Sternen bewertet. Es bringe viele verschiedene Aspekte aus Ribots vielfältigem Werk zusammen. Zu einem ähnlichen Schluss kommt der Autor der Rezension auf PopMatters, der das Album mit 8 von 10 möglichen Punkten bewertet.

## Trivia
Bread and Roses wurde am Jahrestag des Beginns von Occupy Wall Street als kostenloser Download veröffentlicht. Masters of the Internet ist Ausdruck von Ribots Engagement gegen Spotify und illegales Herunterladen von Musik im Internet.